# Scomberomorus sierra
Scomberomorus sierra és una espècie de peix de la família dels escòmbrids i de l'ordre dels perciformes.

## Morfologia
Els mascles poden assolir els 99 cm de longitud total i els 8.160 g de pes.

## Distribució geogràfica
Es troba des de La Jolla (sud de Califòrnia, Estats Units) fins a les Illes Galápagos, Paita (Perú) i Antofagasta (Xile).